# 攴胡赤兒
攴胡赤兒（?—?），中国东汉時代末期人物。陳寿《三国志》原文誤作「友胡赤兒」。盧弼《三国志集解》注作「支胡赤兒」、「攴胡赤兒」。
攴胡赤兒是董卓軍牛輔的部下。按名字判断，他不是漢族人物，出身少數民族，可能是月支。
初平三年（192年），王允、呂布杀死董卓，牛輔和王允、呂布在长安对峙，牛辅营兵有趁夜出逃之人，军营中惊变，紛紛逃走，於是造成兵變，牛辅以为全軍皆叛，取出金幣與珠寶，与攴胡赤儿等五六人相随逃亡。攴胡赤兒和其他部下看上牛輔所持的財物，于是假意幫助牛輔出逃，將他重摔後斬首，並將首級送到長安。
小説《三国演義》作「胡赤兒」。最後胡赤兒杀害牛輔後，呂布厌恶他的为人，将他殺害。

## 漫畫
- 《火鳳燎原》（陳某）:設定於長安復仇戰篇登場，為牛輔親信實質呂布手下潛伏在身旁，殺死牛輔後回歸呂布軍中，隨呂布出征攻打李傕時被賈詡抽調大量兵馬從後方伏擊並被亂箭射死，另有一兄弟為張繡手下的胡車兒。